# Liberálně ekologická strana
Liberálně ekologická strana vznikla v srpnu 2013 z iniciativy bývalého ministra životního prostředí Martina Bursíka, občanského aktivisty Matěje Hollana, bývalého ministra životního prostředí Ladislava Mika, bývalé ministryně pro lidská práva a národnostní menšiny Džamily Stehlíkové, režisérky Olgy Sommerové a sociálního ekologa Ivana Ryndy. Strana se snaží oslovit liberální voliče a hlásí se k nadčasovým politickým rozhodnutím a zodpovědnému životnímu stylu. Strana se hlásí k hodnotám prosazovaným Václavem Havlem, je proti relativizaci zločinů minulosti a komunismus je pro ni – stejně jako ostatní totalitní ideologie – s demokracií z povahy věci neslučitelný.

## Sněmy a volební výsledky
Na Ustavujícím sněmu strany dne 16. 2. 2014 byl předsedou strany jednomyslně zvolen Martin Bursík, 1. místopředsedkyní strany se stala režisérka Olga Sommerová a místopředsedou Ivan Rynda.
Parlamentních voleb v roce 2013 se strana neúčastnila, protože neuspěla při vyjednávání o společných kandidátkách s KDU-ČSL a jak také sama uváděla, nechtěla tříštit síly na pravé části politického spektra. Prvních voleb, kterých se strana LES účastnila, byly volby do Evropského parlamentu konané na konci května následujícího roku. Zde ale vyšla naprázdno, protože ji podpořilo pouhých 7514 voličů, což pro ni znamenalo zisk pouhých 0,49 % hlasů.
Na sněmu strany dne 25. června 2017 byl ve funkci předsedy znovu potvrzen Martin Bursík a první místopředsedkyní byla opět zvolena Olga Sommerová. Řadovými místopředsedy se stali Ladislav Miko, Džamila Stehlíková, Kateřina Dejmalová a Jan Balcar.
Ve volbách do senátu v říjnu 2016 se stala senátorkou ve volebním obvodě číslo 22 Renata Chmelová, nestraník navržený KDU-ČSL za koalici „Chmelová do senátu – Vlasta: občané Prahy 10, KDU-ČSL a LES s podporou Pirátů a Desítky pro domácí“.
Ve volbách do Senátu PČR v říjnu 2020 obhájil post senátora  v obvodu č. 21 – Praha 5 Václav Láska jako společný kandidát hnutí SEN 21, Pirátů, KDU-ČSL, Zelených a LES. V těchto volbách   za stranu kandidovali a uspěli Jan Grulich (společně s TOP 09) v obvodu č. 48 – Rychnov nad Kněžnou a Jan Holásek, který kandidoval jako společný kandidát LES, TOP 09, Hradeckého demokratického klubu, Zelených, hnutí SEN 21 a hnutí Změna v obvodu č. 45 – Hradec Králové.
V červnu 2021 se po rezignaci Dominika Feriho poslankyní stala Olga Sommerová, která kandidovala na kandidátce TOP 09 ve sněmovních volbách 2017 a byla první náhradnicí. LES se tak stala parlamentní stranou.
Na sněmu strany dne 24. června 2021 Martin Bursík již neobhajoval svou funkci předsedy. Předsedkyní strany se nově stala bývalá ministryně pro lidská práva a národnostní menšiny Džamila Stehlíková, prvním místopředsedou byl zvolen bývalý ministr životního prostředí Ladislav Miko.
Novými řadovými místopředsedy LES se stali Tomáš Pikola, Jan Balcar, Jiří Vyhnal a Roman Haken. Do předsednictva strany byli zvoleni Olga Sommerová, Natálie Kocábová, Adam Holub, Miloslav Horáček a Rani Tolimat, který v září 2021 rezignoval a na jeho místo byl do předsednictva kooptován první náhradník Petr Petřík.

## Spojení liberalismu a ekologie
Klasický liberální koncept svobody rozšiřuje LES o odpovědnost vůči budoucím generacím, zakotvenou ve své ekologické ideologii. Svoboda jednotlivce pro ekologické liberály nekončí pouze tam, kde zasahuje do svobod druhých, ale také tam, kde ohrožuje svobody budoucích generací.

## Manifest strany
Základním dokumentem Liberálně ekologické strany, který má být východiskem budoucích politických aktivit je představený Manifest LES. Tento dokument v sobě shrnuje základní východiska budoucího programu strany.

## Logo
Strana je reprezentována logem ve tvaru neúplných písmen LES v barevném odstínu čírkové modři podle návrhu Pavla Beneše, který je také autorem dalších designových předmětů.